# ليو كاربنتر
ليو كاربنتر (بالإنجليزية: Lew Carpenter)‏ هو لاعب كرة قاعدة أمريكي، ولد في 16 أغسطس 1913 في وودستوك في الولايات المتحدة، وتوفي في 25 أبريل 1979 في ماريتا في الولايات المتحدة.

## وصلات خارجية
- ليو كاربنتر على موقعبيزبول رفرنس.كوم (الدوري الرئيسي) (الإنجليزية)
- ليو كاربنتر على موقعبيزبول رفرنس.كوم (الدوري الثانوي) (الإنجليزية)